# Skärgölen (Godegårds socken, Östergötland)
Skärgölen är en sjö i Motala kommun i Östergötland och ingår i Motala ströms huvudavrinningsområde.